# Impatiens laxiflora
Impatiens laxiflora là một loài thực vật có hoa trong họ Bóng nước. Loài này được Edgew. mô tả khoa học đầu tiên năm 1851.